# Linnaemya nigricornis
Linnaemya nigricornis là một loài ruồi trong họ Tachinidae.